# Institut sur la gouvernance d'organisations privées et publiques
Pour les articles homonymes, voir Institut sur la gouvernance (homonymie).
 (janvier 2022).
L'Institut sur la gouvernance d'organisations privées et publiques (IGOPP) est un think tank canadien localisé à Montréal spécialisé en matière de recherche et de formation sur la gouvernance.

## Activités
Toutes les actions de l’Institut se situent dans la perspective de l’exercice de la fonction du conseil d’administration et de la haute direction : la définition de la mission, l’évaluation de la gestion stratégique et de la performance financière, le choix et la rémunération des dirigeants de même que la gestion des risques.
Ses activités sont concentrées principalement sur quatre domaines.